# عادل یونسی

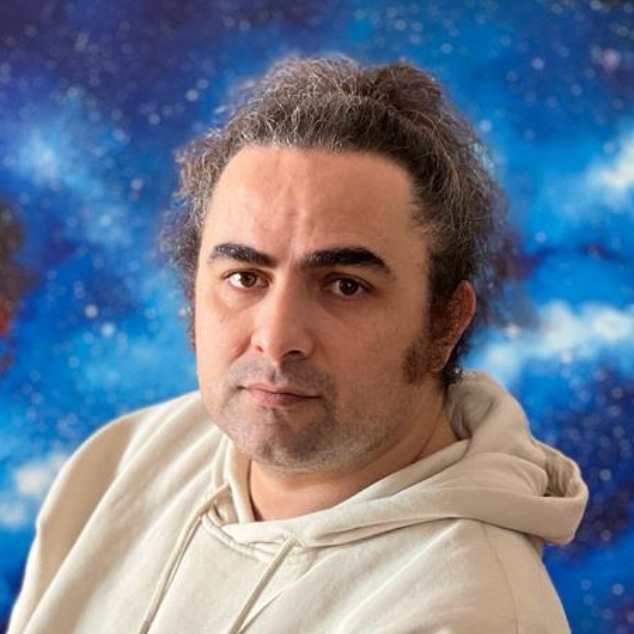
عادل یونسی نقاش ایرانی متولد 1364

عادل یونسی (زادهٔ ۱۳۶۴شمسی ) متولد شهر بهار همدان و نقاش اهل ایران است.
خبرگزاری دویچه وله آلمان(کشور اروپایی) درباره آثار هنرمند بهاری چنین می گوید “عادل یونسی در تابلوهای نقاشی خود دغدغه‌های نسل خویش را با نگاهی پرسشگرانه به‌تصویر کشیده و بیگانگی اجتماعی در جامعه کنونی ایران را عریان می‌سازد. یونسی نمادهایی از زندگی روزمره نسل جوان را روی پرده ‌آورده، چهره‌ای تخیلی و غیرواقعی به ‌آن می‌دهد. در جدیدترین آثار او انگاری نسل جوان برای رهایی از تار و پود زندگی روزمره به دنیای خیال‌انگیز و افسانه‌ای روی می‌آورد. تابلوهای نقاشی عادل یونسی مرزهای واقعیت را از بین برده و سفری به دنیای تخیلی هستند که گویی بی‌انتهاست. انگاری این آثار نمادهایی از ناکجا‌آبادی بوده و در آنان پدیده‌های غیرطبیعی چهره‌ای آشنا و واقعی به خود می‌گیرند. آثار یونسی واقعیت و تخیل، رئالیسم و سورئالیسم، عناصری از گذشته و آرزوهای آینده را با یکدیگر ترکیب می‌کند. گرچه این آثار داستان‌هایی را بازگو می‌کنند که ساخته و پرداخته ذهنیت و تخیل این هنرمند است، ولی این تابلوها در عین حال مملو از عناصری آشنا و مفاهیم ملموس بوده و به بیننده امکان تجربه و تفسیر شخصی می‌دهند” 

## فعالیتها
وی تاکنون نمایشگاه‌های متعددی در ایران و دیگر نقاط جهان برگزار کرده ‌است، او اولین نمایشگاه انفرادی خود را در سال ۱۳۸۳ برگزار کرد و همچنین در بیش از بیست نمایشگاه گروهی شرکت داشته‌است.
آثار وی عموماً فضایی پیچیده و رؤیاگونه دارند. شخصیت‌های اصلی آثار او را دلقک‌ها، شخصیت‌های تاریخی یا معاصر، و انواع حیوانات، در رنگ‌های روشن، فضاهای پرجنب و جوش و فانتزی تشکیل می‌دهند.  عادل یونسی هنرمند جوانی است که در اولین نمایشگاه جدی خود در گالری شیث سر و صدای زیادی به پا کرد تا جایی که یکی از آثارش توسط موزه هنرهای معاصر تهران خریداری شد. او پس از برگزاری نمایشگاهی در گالری اثر، وارد جهان جدیدی در نقاشی شد و به فضاهای انتزاعی دست یافت که در این سال‌ها تم اصلی آثارش را در برمی‌گیرد. 

## نمایشگاهها
- بنطاسیا گالری ایرانشهر
- حراج هنر مدرن و معاصر ایران - خرداد ۱۳۹۲
- «ضیافت ابدی» در گالری «نیکلاس فلامل» پاریس

## افتخارات
- نفر اول سومین دوره فستیوال هنر جوان در سال ۱۳۸۵
- نفر اول سیزدهمین جشنواره هنرهای تجسمی کشور ۱۳۸۴